# 横店东站
横店东站为京广高速铁路和沪汉蓉快速客运通道交汇处的一座车站。

## 简介
横店东站位于武汉市黄陂区横店街道以东，北接孝感北站，南连武汉站。京广高速铁路和沪汉蓉快速客运通道由侧向通过速度为160km/h的高速可动心道岔在此站互通。